# 1420-ih
2. tisućljeće
◄ | 14. stoljeće | 15. stoljeće | 16. stoljeće | ►
◄ | 1390-ih | 1400-ih | 1410-ih | 1420-ih | 1430-ih | 1440-ih | 1450-ih | ►
1420. | 1421. | 1422. | 1423. | 1424. | 1425. | 1426. | 1427. | 1428. | 1429.

## Događaji i trendovi
- 14. siječnja 1422., prvi pisani spomen grada Metkovića

## Vanjske poveznice
|  | Zajednički poslužitelj ima još gradiva o temi 1420-ih |